# Germans Álvarez Quintero
Serafín Álvarez Quintero (Utrera, Sevilla, 26 de març de 1871 – Madrid, 12 d'abril de 1938) i el seu germà Joaquín (Utrera, 20 de gener de 1873 – Madrid, 14 de juny de 1944) van ser uns poetes espanyols coneguts popularment com els Germans Álvarez Quintero.

## Biografia

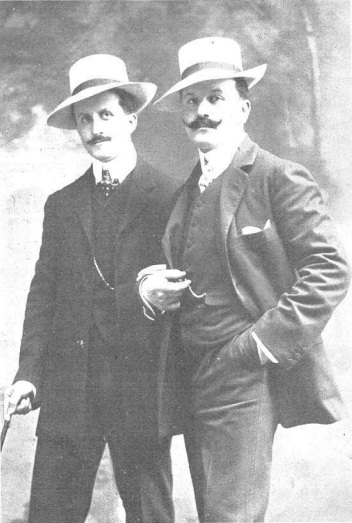
Els dos germans, fotografiats per Kaulak.

Nascuts a Utrera el 1871 i 1873, es van instal·lar a Sevilla, on van viure bastant temps com a empleats d'Hisenda, mentre col·laboraven en diverses publicacions com El Diablo Cojuelo, i van iniciar gradualment la seva dedicació exclusiva al teatre. El seu debut com a autors va tenir lloc el 1888 amb Esgrima i amor en el Teatre Cervantes de Sevilla. L'èxit de la comèdia els impulsa a viatjar a Madrid, on, a partir de 1889, estrenen diversos sainets lírics i joguines còmiques amb bon èxit el que consolida la seva carrera, entre ells: Gilito (1889), Blancas y negras (1892), La media naranja (1894), La buena sombra (1895), La reja (1897), El traje de luces (1898), El patio (1900). Tots dos germans van col·laborar en totes les seves obres dramàtiques i van ser membres de la Reial Acadèmia de la Llengua.
El seu primer èxit ressonant ho van obtenir el 1897 amb El ojito derecho. A aquest èxit van succeir molts altres més, sent especialment recordats Las flores (1901), El genio alegre (1906), Malvaloca (1912), Puebla de las mujeres (1912), Las de Caín (1908) i molt de temps després Mariquilla Terremoto (1930). Van ser nomenats fills predilectes d'Utrera i Sevilla i adoptius de Màlaga i Saragossa. Les seves obres es van representar a Buenos Aires, teatre Colón, per la companyia Guerrero-Mendoza que portava diverses de les seves obres quan va construir aquell teatre i els seus autors van gaudir d'innombrables homenatges.
Les restes de tots dos es troben en el cementiri de San Justo de Madrid.

## Obra

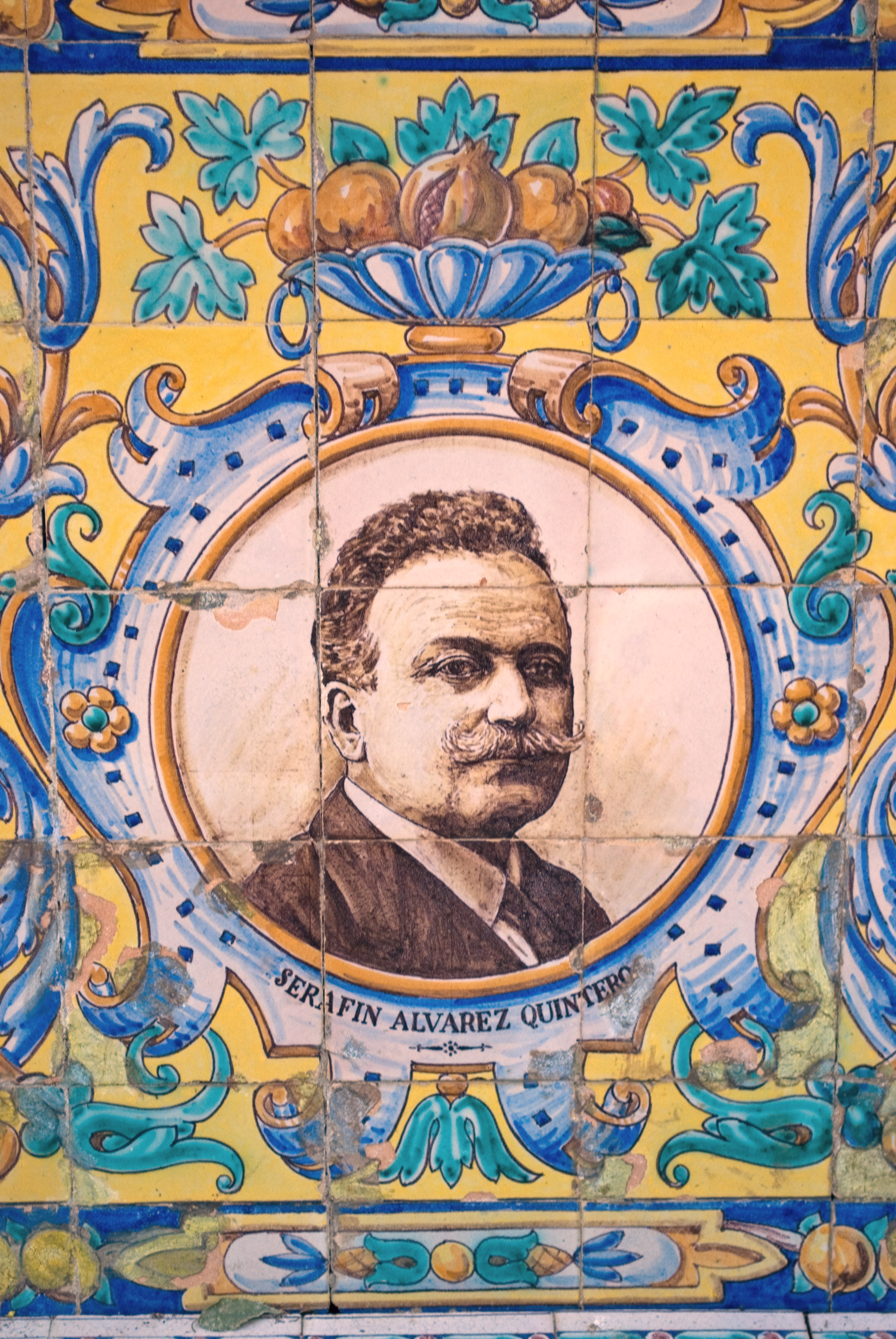
Retrat de Serafín Álvarez Quintero en la Glorieta Hermanos Álvarez Quintero, del Parc de María Luisa de Sevilla.

Encara que no van escriure únicament comèdie (Fortunato, Nena Teruel, Mundo mundillo..., Los leales, Dios dirá, La calumniada, Don Juan, buena persona, Tambor y cascabel, La boda de Quinita Flores, Pasionera, Concha la Limpia, Los mosquitos, Las de Abel, Diana la cazadora, Sábado sin sol, La flor de la vida, Así se escribe la Historia, Amores y amoríos, El centenario, Doña Clarines, Febrerillo, el loco, La casa de García, La rima eterna, Cabrita que tira al monte, Los duendes de Sevilla, Ventolera, 1944, etc.), sainetes (Mañana de sol, 1905), llibrets de sarsuela (La reina mora, 1903) i peces còmiques, sinó també drames (Malvaloca, 1912; Cancionera, 1924), va ser en aquests gèneres en els quals fonamentalment se'ls recorda a causa del seu gran talent còmic. En total van escriure prop de dos-cents títols, alguns d'ells premiats, com per exemple Los Galeotes, que va rebre el premi de la Reial Acadèmia a la millor comèdia de l'any. La seva última obra conjunta és La Giralda, sarsuela de José Padilla.

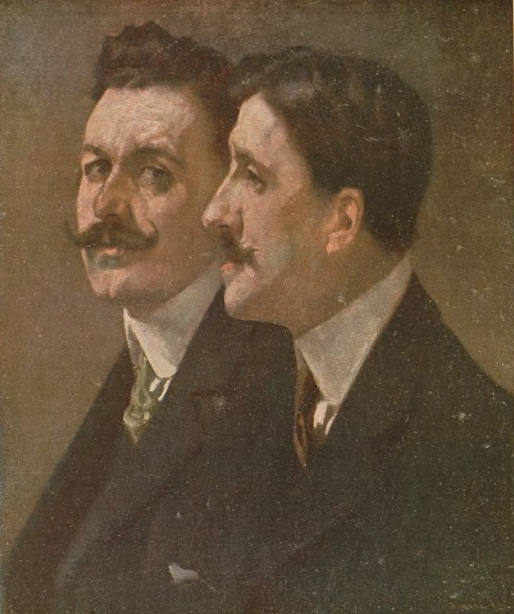
Serafín y Joaquín Álvarez Quintero; retrat a l'oli d'Emilio Sala

Moltes de les seves peces són de naturalesa costumista, descrivint la manera de ser de la seva terra nativa andalusa, però deixant al marge la visió ombrívola i miserable de les xacres socials; la seva Andalusia és la de la llum i la del color; la seva ideologia és tradicionalista. Segons Francisco Ruiz Ramón a Historia del Teatro Español Siglo XX, Cátedra, 1995, "els supòsits bàsics d'aquest teatre són els de un realisme naturalista ingenu". El llenguatge de les seves peces és un castellà depurat i elegant passat pel tamís fònic del dialecte andalús; els seus acudits són fins i de bon gust, sense arribar mai a la chabacanería; amb això van estilitzar i van idealitzar el género chico; abunda la gràcia i la sal i hi ha una genuïna vis còmica. Són mestres en el diàleg, que és sempre vivaç i graciós. És per això pel que en els anys trenta el seu art s'aprofita al cinema, creant diversos guions per a les pel·lícules de la mítica Estrellita Castro. Dramàticament no aporten cap novetat substancial tècnica ni estructuralment, però van depurar el andalucismo de la mateixa forma que va fer Carlos Arniches amb el madrilenyisme. No obstant això, mai van passar més enllà en la seva crítica social, que es deté en el tendre i en el melodramàtic; es tracta en suma de comèdies burgeses que ofereixen una visió idealitzada i amable d'Andalusia que no inquieti a l'espectador mitjà; l'alegria de viure fa callar qualsevol besllum de conflicte dramàtic. És aquesta alegria de viure la que va salvar el teatre dels germans Quintero d'implacables crítics com Ramón Pérez de Ayala, Azorín o Luis Cernuda.
LES Obras completas s'editaren a Madrid: Fernando Fe y Espasa-Calpe, 1918-1947, en quaranta-dos volums.